# Ізра (потік)
Ізра (словац. Izra) — річка в Словаччині, права притока Роняви, протікає в округах Кошиці-околиця і Требишів.
Довжина — 14.3 км. Витік знаходиться в масиві Солоні гори — на висоті 535 метрів. Протікає територією сіл Брезіна та Казімір.
Впадає в Роняву на висоті 123 метри. Протягом приблизно 500 метрів творить словацько-угорський кордон.